# Wolfgang Seel
Wolfgang Seel (født 21. juni 1948 i Kirkel, Vesttyskland) er en tysk tidligere fodboldspiller (midtbane/angriber).
Seel repræsenterede på klubplan henholdsvis Kaiserslautern, Fortuna Düsseldorf og Saarbrücken. Han vandt med Fortuna Düsseldorf to gange, i 1979 og 1980, DFB-Pokalen.
Seel spillede desuden seks kampe for Vesttysklands landshold, heriblandt en EM-kvalifikationskamp mod Bulgarien.

## Titler
DFB-Pokal
- 1979 og 1980 med Fortuna Düsseldorf